# Krigsmans erinran (film)
Krigsmans erinran är en svensk dramafilm från 1947 i regi av Hampe Faustman. I huvudrollerna ses Elof Ahrle, Birgit Tengroth, Gunnar Björnstrand och Harriett Philipson.

## Om filmen
Filmen premiärvisades den 15 augusti 1947 på biograf Skandia vid Drottninggatan i Stockholm. Inspelningen skedde med ateljéfilmning i Filmstaden Råsunda med exteriörer från bland annat Nationalmuseum, Västerbron och Vallentuna av Gunnar Fischer. Som förlaga har man Herbert Grevenius pjäs Krigsmans erinran som uruppfördes vid Göteborgs stadsteater 1946. Pjäsen framfördes som TV-teater 1962 i regi av Willy Peters.
Filmen Krigsmans erinran har visats vid ett flertal tillfällen i SVT.

## Rollista i urval
- Elof Ahrle – Jocke Svensson
- Birgit Tengroth – Sickan, hans kvinna
- Gunnar Björnstrand – Knut Löfgren, spårvagnsförare, furir
- Harriett Philipson – Eva, Jockes och Sickans dotter
- Bengt Eklund – Walterson, präst
- Sven-Eric Carlsson – Svenne, Evas pojkvän
- Naemi Briese – Margit Andersson, sömmerska
- Ulf Palme – Jerka, arrestant
- Artur Rolén – förvaltare
- Josua Bengtson – Lundin, droskägare
- Åke Fridell – Åkesson, stallfurir
- Ivar Kåge – kyrkoherde
- David Erikson – Persson, Löfgrens värd
- Lillie Wästfeldt – fru Persson
- Torsten Bergström – major
- Anders Andelius – skrivbiträde
- Ewert Ellman – furir
- Rune Ottoson – furir
- Rune Stylander – polis
- Torsten Lilliecrona – Mayer, kock

## Musik i filmen
- Isle of Capri. Kompositör Will Grosz, engelsk text Jimmy Kennedy / svensk text Sven-Olof Sandberg, sång Elof Ahrle
- Oh, Tomorrow Night (Åh, i morgon kväll). Kompositör Harry Carlton, svensk text Björn Halldén och Anita Halldén, sång Gunnar Björnstrand
- Ach, ich hab' sie ja nur auf die Schulter geküsst. Ur Der Bettelstudent (Ack, jag gav henne blott uppå skuldran en kyss). Kompositör Carl Millöcker, tysk text Friedrich Zell och Richard Genée / svensk text Ernst Wallmark, sång Elof Ahrle
- En soldat kommer hem. Kompositör Sven Goon, text Gus Morris, sång Sigge Fürst